# 大糸線

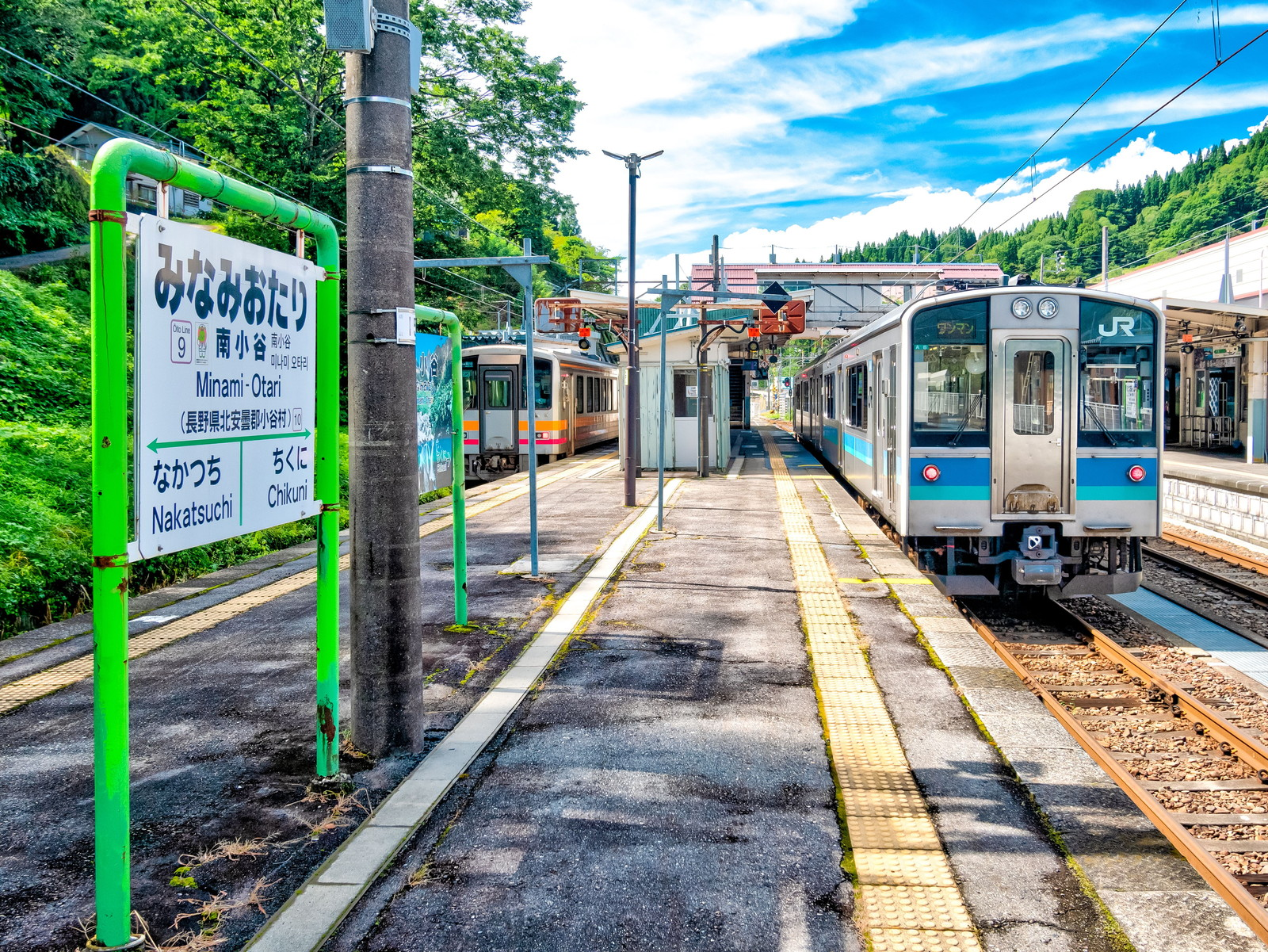
在南小谷站停靠的E127系電聯車與KiHa 120型柴聯車

大糸線（日语：／ Ōito sen */?）是一條連結日本長野縣松本市松本車站至新潟縣糸魚川市糸魚川站的鐵道路線（地方交通線）。松本站－南小谷站間由東日本旅客鐵道（JR東日本）管轄，南小谷站－糸魚川站間由西日本旅客鐵道（JR西日本）管轄，並設有「北阿爾卑斯線」（北アルプス線）的愛稱。

## 概要
本線沿北阿爾卑斯（飛驒山脈）東側、大町市以南的高瀨川，以及流向日本海的姬川鋪設。沿線有坐落于立山黑部阿爾卑斯山脈路線東部起點的大町市，仁科三湖（木崎湖・中綱湖・青木湖）等景區與滑雪場。主要承擔服務遊客以及白馬岳登山者，松本市・安曇野市等沿線都市的通勤・通學等機能。廣域輸送方面主要是與中央本線的特急列車直通。
由於1995年的集中豪雨造成了泥石流，小瀧車站 - 平岩車站間的部份路線作了變更。現在，從附近的國道148號通過防雪柵可看到橋墩，隧道等一部分廢線路線的遺跡。
JR東日本區間的顏色為紫色。

### 路線資料
- 管轄、路線距離（營業距離）：全長105.4公里
  - 東日本旅客鐵道（第一種鐵道事業者）：
    - 松本站－南小谷站間70.1公里

  - 西日本旅客鐵道（第一種鐵道事業者）：
    - 南小谷站－糸魚川站35.3公里
- 軌距：1067毫米
- 站數：41個（JR東日本34個，JR西日本8個。包括起終點站、臨時站，JR西日本南小谷站除外）
  - 若只限屬於大糸線的車站，排除屬於篠之井線的松本站[1]則為41個（JR東日本33個，JR西日本8個）。終點的糸魚川站曾經屬於北陸本線，但該線已移管越後心跳鐵道日本海翡翠線，因此作為本路線的車站計算[2]。
- 複線路段：沒有（全線單線）
- 電氣化路段：松本站－南小谷站間（直流電1500V）
- 閉塞方式：自動閉塞式（特殊）
- 保安裝置：
  - 松本站－北松本站：ATS-P
  - 北松本站－南小谷站：ATS-Ps
  - 南小谷站－糸魚川站：ATS-SW
- 運轉指令所（日语：運転指令所）：
  - 松本站－南小谷站：長野綜合指令室
  - 南小谷站－糸魚川站：金澤綜合指令所（北陸廣域鐵道部糸魚川CTC）
- 最高速度：
  - 松本站－信濃大町站間：95公里/小時
  - 信濃大町站－南小谷站間：85公里/小時
  - 南小谷站－中土站間：65公里/小時
  - 中土站－小瀧站間：85公里/小時
  - 小瀧站－糸魚川站間：65公里/小時

松本站－南小谷站間由JR東日本長野支社，南小谷站－糸魚川站間由JR西日本金澤支社北陸廣域鐵道部管轄。但是，公司邊界站南小谷站是JR東日本的管理站，南小谷站北方的上行場內信號機（松本起計70.616公里）才是軌道上的邊界。另外，糸魚川站（在來線）構內由越後心跳鐵道管理。

## 運行形態
運行系統分為JR東日本管轄的松本 - 南小谷間的電氣化區間、和JR西日本管轄的南小谷 - 糸魚川間的非電氣化區間。JR東日本管轄區間俗稱「大糸南線」、JR西日本管轄區間俗稱「大糸北線」。
運行區間包括大糸線全線的列車有：1960年代 - 1970年代糸魚川 - 新宿間運行的急行「阿爾卑斯」（1968年為「白馬」）與1971年起松本 - 金澤間運行的急行「白馬」。急行「阿爾卑斯」的糸魚川發着便在1975年，急行「白馬」在1982年分別廢止。

### JR東日本管轄區間（松本 - 南小谷）
優等列車有來自新宿方向的定期/臨時特急列車「梓」號列車，以及名古屋方向開來的臨時特急列車「信濃」，直通白馬站或者南小谷站。另外，此區間亦有與以前的急行「阿爾卑斯」號運行時刻相同的臨時快速列車「月光信州」號。
普通列車運行班數為松本 - 信濃大町間大約毎小時1班、信濃大町 - 南小谷間則為1 - 3小時1班。

### JR西日本管轄區間（南小谷 - 糸魚川）
此區間運行的定期列車均為普通列車，運行區間主要為南小谷 - 糸魚川，早晚高峰時間也有平岩 - 糸魚川間的區間車。南小谷-糸魚川區間一般為1日7往復。另外、此區間的中間車站中除了夏季的平岩車站之外皆為無人車站。
南小谷 - 糸魚川間是非電氣化區間、車輛為Kiha120型柴油車。
過去的臨時列車有由大阪方向經北陸本線和糸魚川站的滑雪列車「SPUR號」，但2001年冬至2002年春的滑雪季之後停止了大糸線區間的運行。
2015年北陸新幹線長野 - 金澤間區間開業後，並行在來線的北陸本線金澤 - 直江津間確定為與JR分開經營，但大糸線則仍為JR經營，成為JR西日本於新潟縣及長野縣內的唯一的在來線路線。

## 使用車輛

### 現役車輛

#### 電氣化區間
電聯車
- 211系（JR東日本，長野綜合車輛中心）：運行松本－信濃大町間的普通班次
- E127系100番台（JR東日本，松本車輛中心）：運行松本－南小谷間的普通班次
- E353系（JR東日本，松本車輛中心）：運行「梓」號特急班次（松本－南小谷）
- 383系（JR東海，神領車輛區）：運行「信濃」號特急班次（臨時班次，松本－白馬）

柴聯車
- HB-E300系（JR東日本，松本車輛中心）：運行「Resort View 故鄉」號臨時快速班次（臨時班次，松本－南小谷）

電力機車
- EF64型

排雪列車
- ENR-1000型軌道車

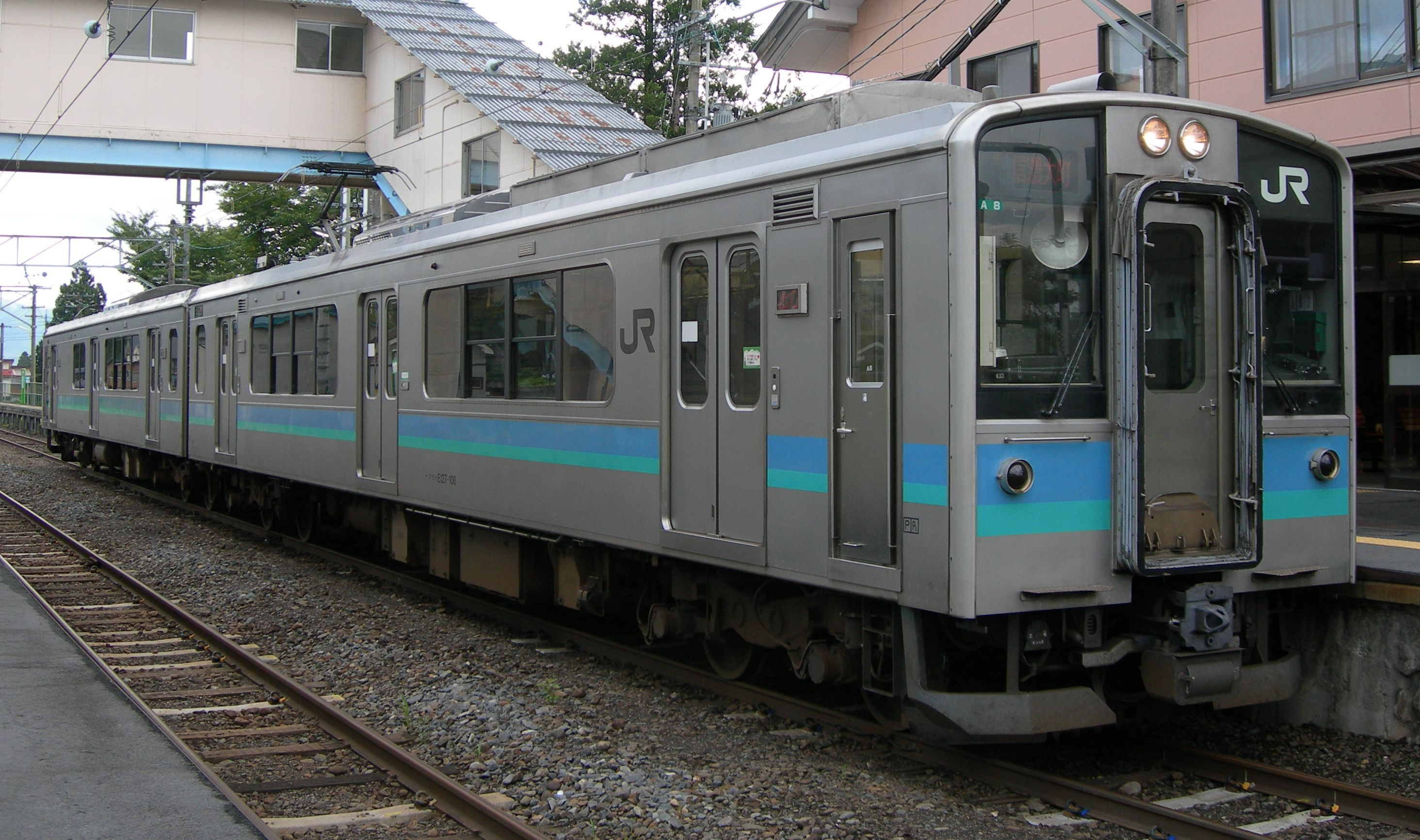
E127系100番台（神城 2009年3月）

#### 非電氣化區間
柴聯車
- Kiha120型300番台（JR西日本：金澤綜合車輛所富山支所）

柴油機車
- DD15型

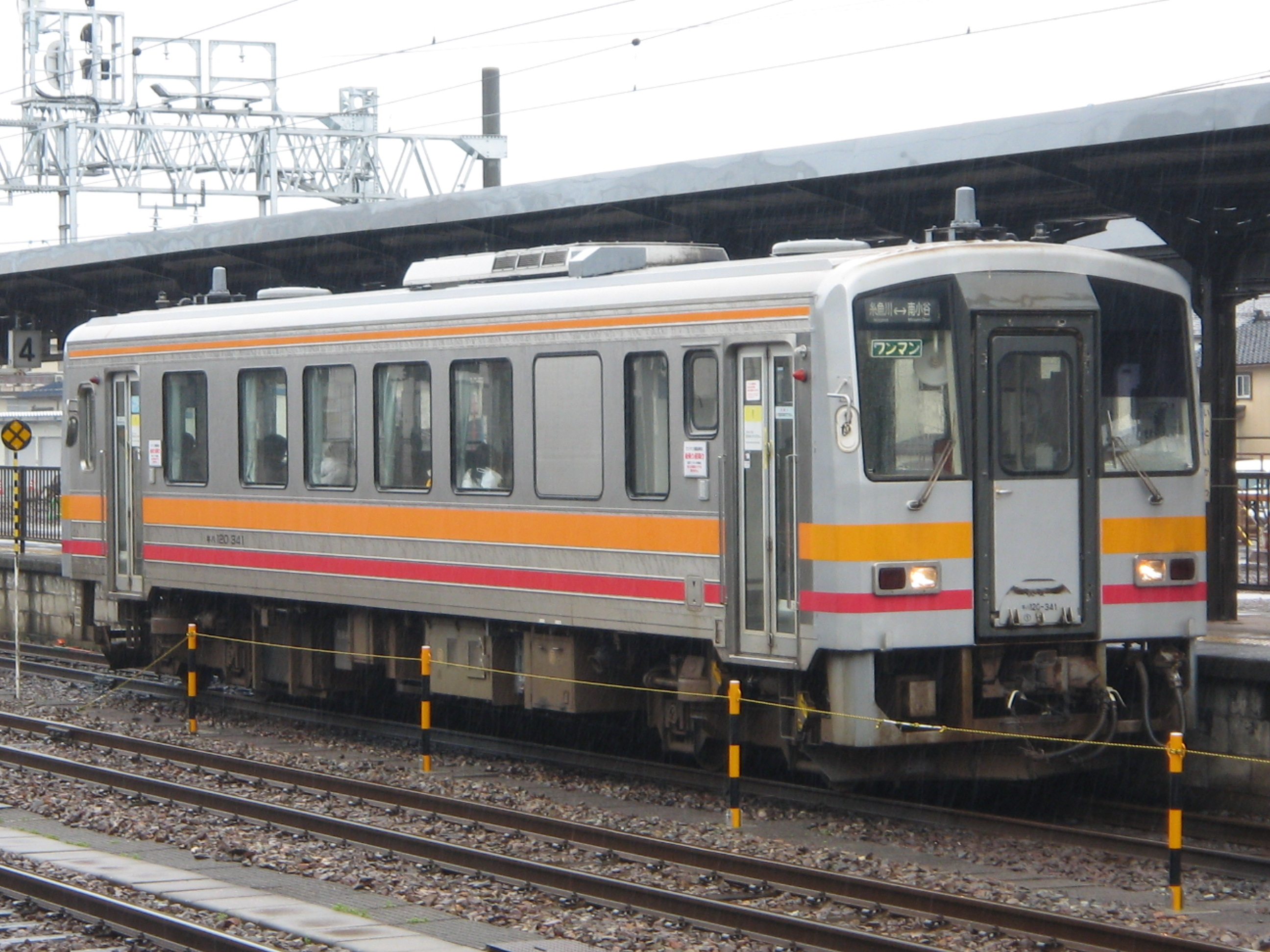
KIHA 120 341 （糸魚川站 2010年3月25日）

### 過去使用車輛

#### 電氣化區間
- 社形（信濃鐵道的收購車輛）
  - MOHA20型、MOHAYUNI21型、KUHA29型
- 省形木造車
  - MOHA10型、KUHA15型、SEHA19型
- 17m級舊形電車
  - 30系（KUMOHA11型、KUHA16型）
  - 31系（KUMOHA11型、KUHA16型）
  - 33系（KUMOHA12型）
  - 50系（KUHA16型）
- 20m級舊形電車
  - 40系（KUMOHA40型、KUMOHA41型、KUHA55型、SEHA57型、KUMOHA60型）
  - 32系（SEHA45型）
  - 42系（KUMOHA43型、KUMOHAYUNI44型）
  - 51系（KUMOHA51型、KUMOHA54形、KUMOHAYUNI64型、KUHA68型）
  - MOHAYUNI81型
- 新性能電車
  - 115系（－2015年3月13日）
  - 165系（急行列車等班次）
  - 169系（急行列車等班次）
  - 181系（「梓」號特急列車）
  - 183系（「梓」號特急列車）
  - 185系
  - E351系（「超級梓」號特急列車，1993年12月23日－2010年3月12日）
  - 381系（「信濃」號特急列車，至2008年5月（臨時班次）止）
- 電氣機關車
  - ED22型
  - ED60型
  - ED62型
- 柴油機關車
  - DD16型
  - DE10型（貨運用）
- 蒸氣機關車
  - C56型（貨運用，曾運行非電化區間）
  - C12型（貨運用，主要在非電化區間運行）

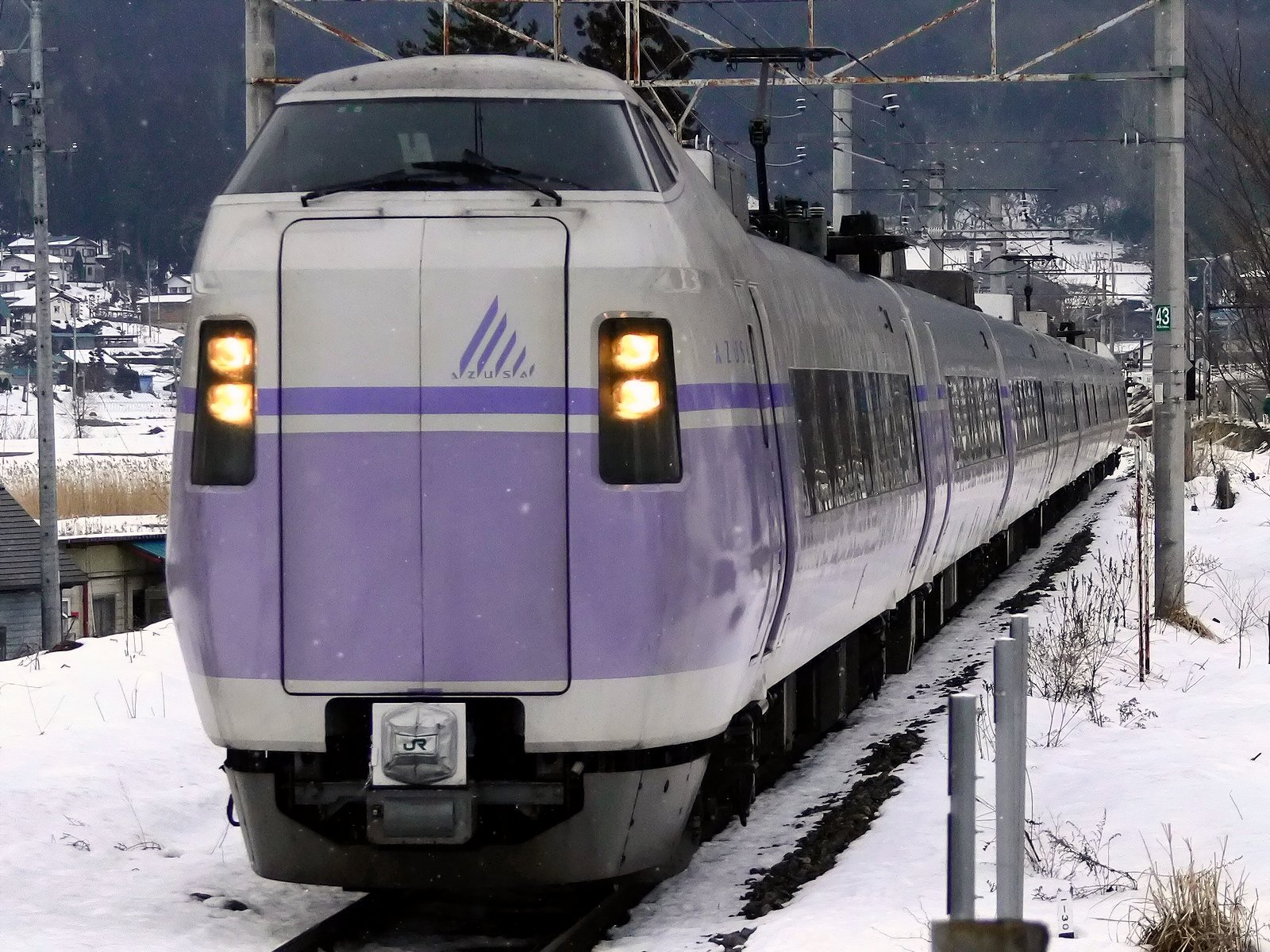
E351系「超級梓」號特急列車 （海之口車站 2007年1月）

#### 非電氣化區間
- Kiha51型（普通列車）
- Kiha52型0番台、100番台（普通列車）
- Kihayuni26型（普通列車・糸魚川 - 信濃大町間運用）
- Kiha55系（普通列車）
- Kiha58系（急行列車・末期亦為普通列車使用）

JR西日本的Kiha52型之定期運用於2010年3月13日時刻表改正時改為同社的Kiha120型。。

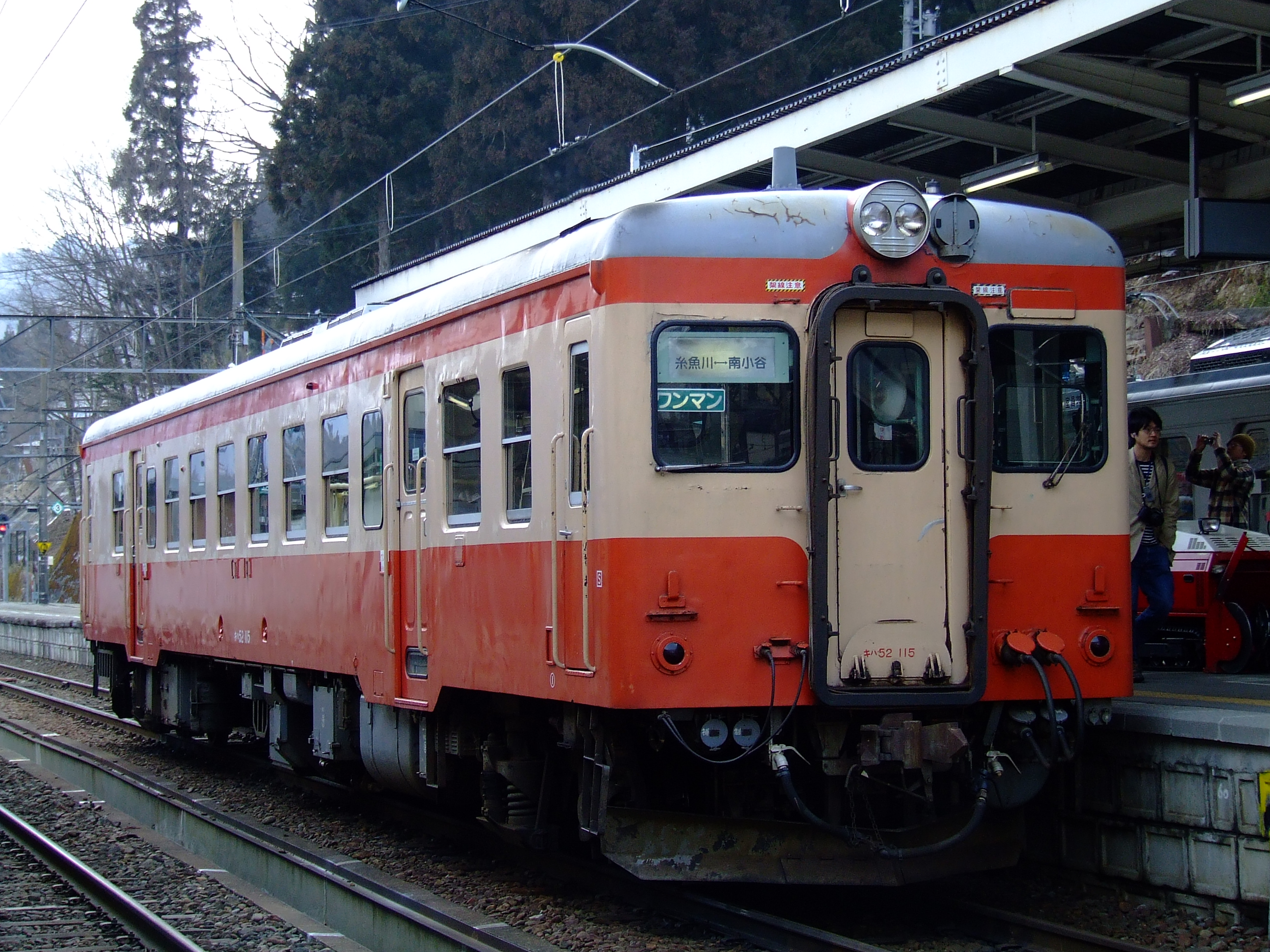
國鐵塗裝復古風格的JR西日本Kiha52 115 （南小谷 2007年3月24日
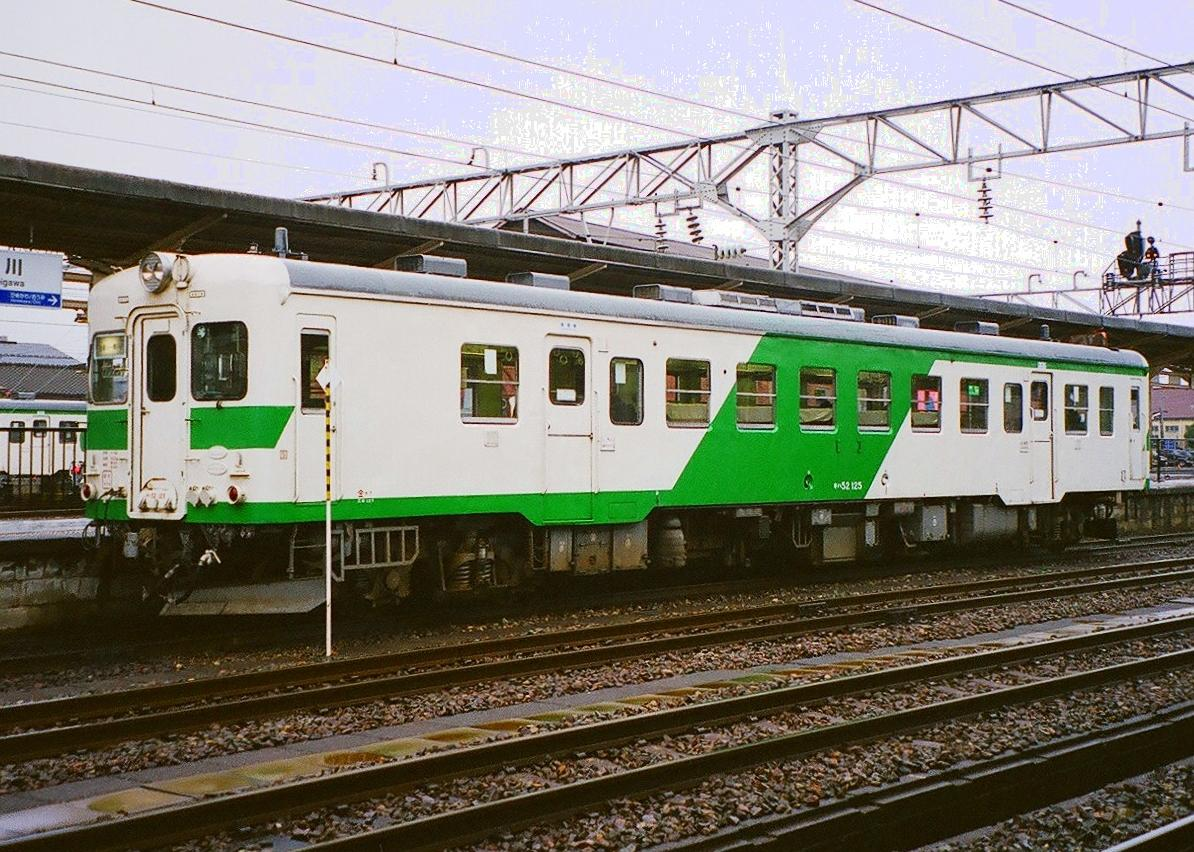
大糸線塗裝的KIHA52 125 （糸魚川 1999年12月19日）
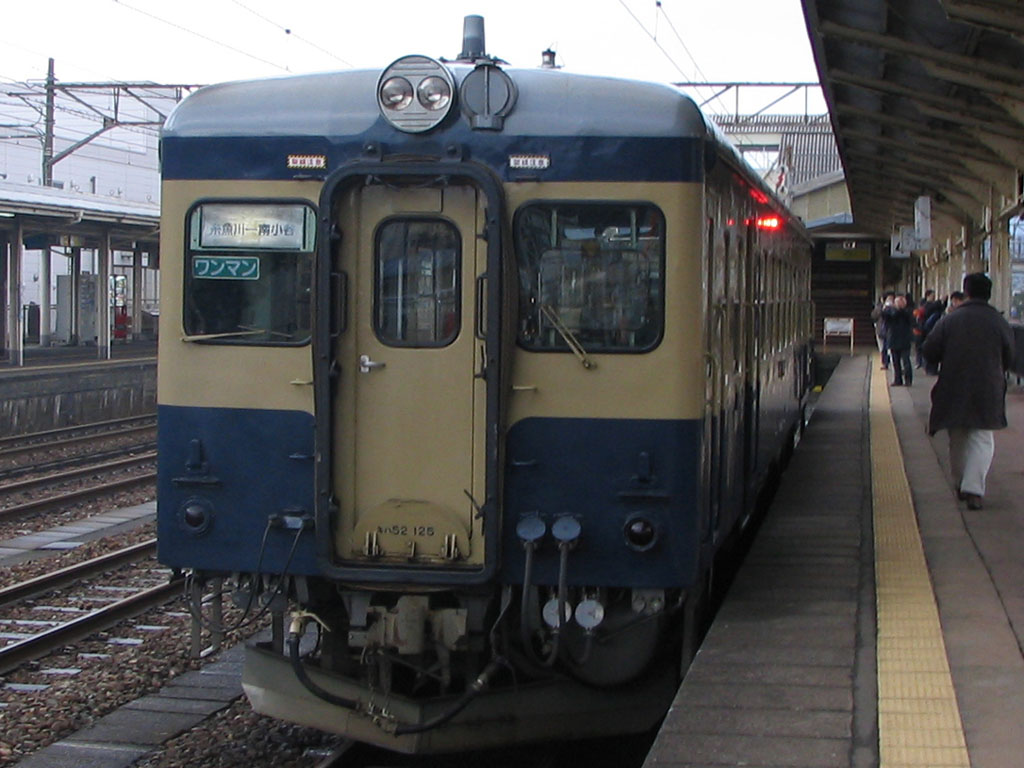
舊國鐵塗裝的KIHA52 125 （糸魚川 2007年2月11日）

## 歷史
松本 - 信濃大町區間曾作為信濃鐵道（與現在的信濃鐵道無關）開業，而信濃大町 - 糸魚川間的區間則是由國家建設的。信濃鐵道大糸南線的松本 - 信濃大町 - 中土間區間以及大糸北線的小瀧 - 糸魚川間區間分別於1935年開通，而松本 - 糸魚川間的大糸線全線通車則是在戰後的1957年。
“大糸線”的路線名來源於在信濃大町以南區間由信濃鐵道管轄的時代，國鐵修建的鐵道是連結信濃大町與糸魚川的鐵道。另外，現在的JR路線名中，從複数地名中各採一字來命名的路線的讀法通常是漢字的音讀、而作為例外，大糸線和米坂線中，兩漢字均取訓讀讀法。

### 信濃鐵道
- 1915年（大正4年）1月6日 - 信濃鐵道 松本市 - 豐科間（6.7M≒10.78km）開業。設置松本市站、梓橋停留場、明盛站、豐科站。
  - 4月5日 - 南松本 - 北松本間（0.4M≒0.64km）區間延伸開業。新設貨物站南松本站（緊鄰松本站，與現在的南松本站不同）。松本市站改名為北松本站。
  - 5月1日 - 明盛站改名為一日市場站。新設中萱停留場。
  - 6月1日 - 豐科 - 柏矢町間（1.7M≒2.74km）區間延伸開業。新設柏矢町站。
  - 7月15日 - 柏矢町 - 穗高間（1.2M≒1.93km）區間延伸開業。新設穗高站。
  - 8月8日 - 穗高 - 有明間（1.4M≒2.25km）區間延伸開業。新設有明站。
  - 9月16日 - 梓橋停留場升級為站。
  - 9月29日 - 有明 - 池田松川間（4.7M≒7.56km）區間延伸開業。新設細野停留場、池田松川站。
  - 11月1日 - 新設島內車站。
  - 11月2日 - 池田松川 - 信濃大町間（4.6M≒7.40km）區間延伸開業。新設常盤沓掛停留場、常盤停留場、信濃大町站（第1代）。
  - 11月16日 - 阿爾卑斯追分停留場新設。
- 1916年（大正5年）7月5日 - 佛崎 - 信濃大町間（1.1M≒1.77km）區間延伸開業。新設信濃大町站（第2代）。信濃大町站（第1代）改稱為佛崎站。
  - 9月18日 - 松本 - 北松本間區間開通旅客營業。貨物站南松本站改稱為松本站。
- 1917年（大正6年）10月13日 - 廢除佛崎站。
- 1919年（大正8年）7月10日 - 阿爾卑斯追分停留場改名為安曇追分停留場。
- 1926年（大正15年）1月8日 - 松本 - 信濃大町間電氣化。
  - 4月14日 - 新設島高松停留場[4]、南豐科停留場。
  - 9月30日 - 安曇追分停留場升級為車站。
- 1930年（昭和5年）4月1日 - 營業距離的英里表示更改為米制表示（21.8M→35.1km）。
  - 10月28日 - 新設阿龜前停留場。
- 1931年（昭和6年）8月24日 - 新設青島停留場。
- 1933年（昭和8年）6月23日 - 松本 - 北松本區間內新設北松本臨時貨物裝卸場。
- 1934年（昭和10年）2月1日 - 新設昭和停留場。
- 1936年（昭和11年）10月26日 - 廢止北松本臨時貨物積卸場。

### 大糸南線
- 1929年（昭和4年）9月25日 - 大糸南線的信濃大町 - 簗場間（7.0M≒11.26km）區間開業。新設信濃木崎站、海之口站、簗場站。
- 1930年（昭和5年）4月1日 - 營業距離的英里表記更改為米制表記（7.0M→11.2km）。
  - 10月25日 - 簗場 - 神城間 (8.9km) 區間延伸開業。神城站新設。
- 1932年（昭和7年）11月20日 - 神城 - 信濃森上間 (6.4km)區間 延伸開業。信濃四ッ谷站、信濃森上站新設。
- 1935年（昭和10年）11月29日 - 信濃森上 - 中土間 (12.5km) 區間延伸開業。南小谷站、中土站新設。
- 1937年（昭和12年）6月1日 - 松本 - 信濃大町間的信濃鐵道線國有化，編入國鐵大糸南線。
  - 同時將停留場升級為站。阿龜前停留場改稱為北細野站、池田松川站改稱為信濃松川站、常盤沓掛停留場改稱為安曇沓掛站、常盤停留場改稱為信濃常盤站、昭和停留場改稱為南大町站。廢止青島停留場。
- 1939年（昭和14年）8月7日 - 由於發生山崩，信濃森上 - 中土間區間營業暫停。
- 1940年（昭和15年）11月1日 - 信濃森上 - 中土間營業再開。
- 1942年（昭和17年）12月5日 - 新設南神城站。
- 1947年（昭和22年）12月1日 - 新設川內下暫用乗降場。
- 1948年（昭和23年）9月25日 - 川內下暫用乗降場升級為車站，並改名為白馬大池站。

### 大糸北線
- 1934年（昭和9年）11月14日 - 大糸北線糸魚川 - 根知間 (10.0km) 開業。新設頸城大野站、根知站。
- 1935年（昭和10年）12月24日 - 根知 - 小瀧間 (3.6km) 區間延伸開業。新設小瀧站。

### 全通以後
- 1957年（昭和32年）8月15日 - 中土 - 小瀧間 (17.7km) 區間開業，大糸線全線通車。方式是將大糸北線的新開業區間編入大糸南線，並將大糸南線改名為大糸線。新設北小谷站、平岩站新設。
- 1959年（昭和34年）7月17日 - 信濃大町 - 信濃四谷間區間電氣化。
- 1960年（昭和35年）7月20日 - 信濃四谷 - 信濃森上間區間電氣化。新設北大町站、稻尾站、飯森站。
- 1961年（昭和36年）12月23日 - 新設千國崎暫用乗降場。
- 1962年（昭和37年）12月25日 - 千國崎暫用乗降場升級為站。
- 1967年（昭和42年）12月20日 - 信濃森上 - 南小谷間區間電氣化。
- 1968年（昭和43年）10月1日 - 信濃四谷站改稱為白馬站。
- 1983年（昭和58年）3月25日 - 全線導入CTC。
- 1985年（昭和60年）12月24日 - 新設臨時車站簗場滑雪場前站。
- 1986年（昭和61年）11月1日 - 姬川車站新設。
- 1987年4月1日：由於國鐵分割民營化，松本 - 南小谷間區間由東日本旅客鐵道管轄，南小谷 - 糸魚川間區間由西日本旅客鐵道管轄。另外，日本貨物鐵道成為松本 - 信濃大町間區間的第二種鐵道事業者，而信濃大町 - 糸魚川間的貨物營業停運。
- 1993年3月18日：南小谷 - 糸魚川間區間的一人控制列車開始運行。
- 1995年（平成7年）7月11日 - 白馬 - 根知間區間由於暴雨（7.11水害）的原因無法通行。

- 8月1日：白馬 - 南小谷間區間復運。
- 9月1日：小瀧 - 根知間區間復運。

- 1996年1月16日：隨國道148號的重新開通，開始進行鐵道無法通行區間的巴士代替運輸。並且為了保證本地居民的出行便利，並未在市售時刻表中提及此事。
- 1997年11月29日：全線修復，大糸線再次開始運行。
- 1999年：

- 3月29日：松本 - 南小谷間區間的一人控制列車開始運行。
- 3月31日：日本貨物鐵道的第二種鐵道事業（松本 - 信濃大町間 35.1km）廢止。

- 2009年：

- 3月14日：信濃大町 - 南小谷間區間運行的所有定期普通列車均改為一人控制列車。
- 4月6日：本日開始，E127系的一人控制列車運行時，僅開放列車的第一節車廂最前方的車門。

- 2010年2月13日：松本 - 南小谷間區間的保安裝置由ATS-SN變更為ATS-Ps。
- 2010年3月13日：南小谷 - 糸魚川間區間上開始運行キハ120形。曾在同區間運行的キハ52形定期列車已於前日結束使用。
- 2016年12月12日：JR東日本為所屬車站增設車站編號[5]。考慮日後可讓JR西日本加入，編號由9號（南小谷站）開始排列。
- 2019年3月16日：簗場滑雪場前站（ヤナバスキー場前駅）廢站。

## 車站列表
- （臨）：臨時車站
- 軌道（全線單線） … ◇、∨、∧：可進行列車交會，｜：不可進行列車交會

### 東日本旅客鐵道
- 全線電氣化
- 停靠站（定期列車的停靠站）
  - 普通…除臨時站外停靠所有車站
  - 快速…●是所有列車停靠，▲只限一部分列車停靠，｜是所有列車通過，↑方向所有列車通過、只限各自方向運行。信濃大町站以北與以南的快速是不同列車。
  - 特急…參見「梓號列車」
- 所有車站長野縣內

| 車站編號 | 中文站名 | 日文站名 | 英文站名 | 站間營業距離 | 累計營業距離 | 快速 | 接續路線                                                             | 軌道 | 所在地          |
| -------- | -------- | -------- | -------- | ------------ | ------------ | ---- | -------------------------------------------------------------------- | ---- | --------------- |
| 42       | 松本     |          |          | -            | 0.0          | ●    | 東日本旅客鐵道：■篠之井線（包括直通■中央本線） Alpico交通：■上高地線 | ∨    | 松本市          |
| 41       | 北松本   |          |          | 0.7          | 0.7          | ●    |                                                                      | ◇    | 松本市          |
| 40       | 島內     |          |          | 1.9          | 2.6          | ●    |                                                                      | ◇    | 松本市          |
| 39       | 島高松   |          |          | 1.2          | 3.8          | ●    |                                                                      | ｜   | 松本市          |
| 38       | 梓橋     |          |          | 1.4          | 5.2          | ●    |                                                                      | ｜   | 安曇野市        |
| 37       | 一日市場 |          |          | 1.6          | 6.8          | ●    |                                                                      | ◇    | 安曇野市        |
| 36       | 中萱     |          |          | 1.6          | 8.4          | ●    |                                                                      | ｜   | 安曇野市        |
| 35       | 南豐科   |          |          | 2.0          | 10.4         | ●    |                                                                      | ｜   | 安曇野市        |
| 34       | 豐科     |          |          | 1.0          | 11.4         | ●    |                                                                      | ◇    | 安曇野市        |
| 33       | 柏矢町   |          |          | 2.8          | 14.2         | ●    |                                                                      | ｜   | 安曇野市        |
| 32       | 穗高     |          |          | 2.0          | 16.2         | ●    |                                                                      | ◇    | 安曇野市        |
| 31       | 有明     |          |          | 2.2          | 18.4         | ●    |                                                                      | ◇    | 安曇野市        |
| 30       | 安曇追分 |          |          | 1.5          | 19.9         | ●    |                                                                      | ◇    | 安曇野市        |
| 29       | 細野     |          |          | 2.9          | 22.8         | ↑    |                                                                      | ｜   | 北安曇郡 松川村 |
| 28       | 北細野   |          |          | 1.0          | 23.8         | ↑    |                                                                      | ｜   | 北安曇郡 松川村 |
| 27       | 信濃松川 |          |          | 2.2          | 26.0         | ●    |                                                                      | ◇    | 北安曇郡 松川村 |
| 26       | 安曇沓掛 |          |          | 2.6          | 28.6         | ↑    |                                                                      | ｜   | 大町市          |
| 25       | 信濃常盤 |          |          | 2.3          | 30.9         | ●    |                                                                      | ◇    | 大町市          |
| 24       | 南大町   |          |          | 3.1          | 34.0         | ↑    |                                                                      | ｜   | 大町市          |
| 23       | 信濃大町 |          |          | 1.1          | 35.1         | ●    |                                                                      | ◇    | 大町市          |
| 23       | 信濃大町 | ●        |          | 1.1          | 35.1         |      |                                                                      | ◇    | 大町市          |
| 22       | 北大町   |          |          | 2.1          | 37.2         | ｜   |                                                                      | ｜   | 大町市          |
| 21       | 信濃木崎 |          |          | 2.2          | 39.4         | ▲    |                                                                      | ◇    | 大町市          |
| 20       | 稻尾     |          |          | 2.2          | 41.6         | ｜   |                                                                      | ｜   | 大町市          |
| 19       | 海之口   |          |          | 1.3          | 42.9         | ｜   |                                                                      | ｜   | 大町市          |
| 18       | 簗場     |          |          | 3.4          | 46.3         | ●    |                                                                      | ◇    | 大町市          |
| 16       | 南神城   |          |          | 6.5          | 52.8         | ｜   |                                                                      | ｜   | 北安曇郡 白馬村 |
| 15       | 神城     |          |          | 2.4          | 55.2         | ●    |                                                                      | ◇    | 北安曇郡 白馬村 |
| 14       | 飯森     |          |          | 1.5          | 56.7         | ｜   |                                                                      | ｜   | 北安曇郡 白馬村 |
| 13       | 白馬     |          |          | 3.0          | 59.7         | ●    |                                                                      | ◇    | 北安曇郡 白馬村 |
| 12       | 信濃森上 |          |          | 1.9          | 61.6         | ▲    |                                                                      | ◇    | 北安曇郡 白馬村 |
| 11       | 白馬大池 |          |          | 3.8          | 65.4         | ｜   |                                                                      | ｜   | 北安曇郡 小谷村 |
| 10       | 千國     |          |          | 3.3          | 68.7         | ｜   |                                                                      | ｜   | 北安曇郡 小谷村 |
| 9        | 南小谷   |          |          | 1.4          | 70.1         | ●    | 西日本旅客鐵道：大糸線（糸魚川方向）                                 | ◇    | 北安曇郡 小谷村 |

### 西日本旅客鐵道
- 全線非電氣化
- 所有列車普通列車（停靠所有車站）

| 中文站名 | 日文站名 | 英文站名 | 站間營業距離 | 累計 營業距離 | 累計 營業距離 | 接續路線                                                | 軌道 | 所在地                 |
| 中文站名 | 日文站名 | 英文站名 | 站間營業距離 | 南小谷起計    | 松本起計      | 接續路線                                                | 軌道 | 所在地                 |
| -------- | -------- | -------- | ------------ | ------------- | ------------- | ------------------------------------------------------- | ---- | ---------------------- |
| 南小谷   |          |          | -            | 0.0           | 70.1          | 東日本旅客鐵道：大糸線（松本方向）                      | ◇    | 長野縣 北安曇郡 小谷村 |
| 中土     |          |          | 4.0          | 4.0           | 74.1          |                                                         | ｜   | 長野縣 北安曇郡 小谷村 |
| 北小谷   |          |          | 4.4          | 8.4           | 78.5          |                                                         | ｜   | 長野縣 北安曇郡 小谷村 |
| 平岩     |          |          | 6.5          | 14.9          | 85.0          |                                                         | ｜   | 新潟縣 糸魚川市        |
| 小瀧     |          |          | 6.8          | 21.7          | 91.8          |                                                         | ｜   | 新潟縣 糸魚川市        |
| 根知     |          |          | 3.6          | 25.3          | 95.4          |                                                         | ◇    | 新潟縣 糸魚川市        |
| 頸城大野 |          |          | 4.9          | 30.2          | 100.3         |                                                         | ｜   | 新潟縣 糸魚川市        |
| 姬川     |          |          | 1.9          | 32.1          | 102.2         |                                                         | ｜   | 新潟縣 糸魚川市        |
| 糸魚川   |          |          | 3.2          | 35.3          | 105.4         | 西日本旅客鐵道： 北陸新幹線 越後心跳鐵道：■日本海翡翠線 | ∧    | 新潟縣 糸魚川市        |

### 廢站
（）內是以松本站起計的營業距離。
- 北松本臨時貨物積卸場：松本站－北松本站間（0.5公里）
- 青島停留場：北松本站－島內站間（2.1公里）
- 佛崎站：信濃常盤站－南大町站間（約33.3公里）
- 簗場滑雪場前站：簗場站－南神城站（47.9公里）

### 過去的接續路線
- 松本站：淺間線（日语：松本電気鉄道浅間線） - 1964年4月1日廢除
- 安曇追分站：池田鐵道 - 1938年6月6日廢除

## 脚注
1. ↑  『停車場変遷大事典 国鉄・JR編』JTB 1998年 ISBN 978-4533029806
2. 1 2   (PDF). 西日本旅客鉄道. 2016  [2016-12-09]. （原始内容 (PDF)存档于2016-12-20）.
3. ↑  JR西日本プレスリリース 平成21年12月18日付 平成22年春ダイヤ改正についてPDF
4. ↑  島高松之開業年は今尾恵介監修『日本鐵道旅行地圖帳 6號 北信越』（新潮社、2008年）p.39による。えきねっと （页面存档备份，存于）等では大正12年（1923年）としているが、『大正十二年 長野縣統計書』（國立國会圖書館近代デジタルライブラリーより）には站名之記載なし。
5. ↑   (PDF) (新闻稿). 東日本旅客鉄道長野支社. 2016-12-07  [2016-12-08]. （原始内容存档 (PDF)于2016-12-08） （日语）.

## 關連項目
- 日本鐵路線列表
- 紀勢本線——日本另一條電氣化與非電氣化部分由不同企業經營的鐵路。